# División Intermedia 2008
El Torneo de la División Intermedia de Paraguay 2008 del fútbol de la segunda categoría de la Asociación Paraguaya de Fútbol, fue la 91.ª edición de un campeonato de Segunda División y la 12.ª edición de la División Intermedia, desde la creación de la división en 1997, comenzó el domingo, 25 de mayo, y finalizó el sábado, 5 de octubre.
Se coronó campeón el Club Rubio Ñu, por séptima vez en la historia de este campeonato, y consiguió su ascenso a la Primera División. Asimismo, el General Caballero en su calidad de subcampeón se clasificó para disputar la Promoción del año 2008 por un cupo en la máxima categoría ante el penúltimo de esta, el 3 de Febrero. Posteriormente, en dicha instancia, el conjunto de Ciudad del Este logró su permanencia en el círculo privilegiado del balompié paraguayo.

## Sistema de competición
El modo de disputa fue el de todos contra todos a partidos de ida y vuelta, es decir a dos rondas compuestas por nueve jornadas cada una con localía recíproca. Se consagró campeón el club que sumó la mayor cantidad de puntos al cabo de las 18 fechas. Éste ascendió automáticamente a la Primera División, ocupando en la temporada siguiente el lugar del equipo que finalizó último en la tabla de promedios. En tanto que el subcampeón jugará la promoción contra el penúltimo. En caso de haberse producido igualdad entre dos contendientes, habrían definido sus posiciones en dos partidos extra. Si hubiesen sido más de dos, se resolvía según los siguientes parámetros:
1) saldo de goles;
2) mayor cantidad de goles marcados;
3) mayor cantidad de goles marcados en condición de visitante;
4) sorteo.

## Equipos participantes
| Club                | Ciudad              | Fundación                | Estadio             | Capacidad |
| ------------------- | ------------------- | ------------------------ | ------------------- | --------- |
| Dr. Benjamín Aceval | Villa Hayes         | 6 de junio de 1918       | Isidro Roussillón   | 5000      |
| Cerro Porteño PF    | Presidente Franco   | 10 de diciembre de 1967  | Cerro Porteño       | 5000      |
| Fernando de la Mora | Asunción            | 25 de diciembre de 1925  | Emiliano Ghezzi     | 7000      |
| General Caballero   | Asunción            | 6 de septiembre de 1918  | Hugo Vaceque Bogado | 5000      |
| General Díaz        | Luque               | 22 de septiembre de 1917 | General Adrián Jara | 3500      |
| Presidente Hayes    | Asunción            | 8 de noviembre de 1907   | Kiko Reyes          | 5000      |
| Rubio Ñu            | Asunción            | 24 de agosto de 1913     | La Arboleda         | 5000      |
| Sport Colombia      | Fernando de la Mora | 1 de noviembre de 1924   | Alfonso Colmán      | 7000      |
| Sportivo Iteño      | Itá                 | 1 de julio de 1924       | Salvador Morga      | 4000      |
| Sportivo Trinidense | Asunción            | 11 de agosto de 1935     | Martín Torres       | 3000      |

## Posiciones
| Pos | Equipo              | Pts | PJ | G | E  | P  | GF | GC | DIF |
| --- | ------------------- | --- | -- | - | -- | -- | -- | -- | --- |
| 1ª  | Rubio Ñu            | 33  | 18 | 8 | 9  | 1  | 25 | 11 | 14  |
| 2ª  | General Caballero   | 32  | 18 | 9 | 5  | 4  | 24 | 17 | 7   |
| 3ª  | Sport Colombia      | 27  | 18 | 8 | 3  | 7  | 30 | 26 | 4   |
| 4ª  | Sportivo Trinidense | 27  | 18 | 7 | 6  | 5  | 21 | 19 | 2   |
| 5ª  | Sportivo Iteño      | 24  | 18 | 6 | 6  | 6  | 21 | 22 | -1  |
| 6ª  | Cerro Porteño PF    | 23  | 18 | 6 | 5  | 7  | 20 | 21 | -1  |
| 7ª  | Benjamín Aceval     | 22  | 18 | 6 | 4  | 8  | 21 | 21 | 0   |
| 8ª  | General Díaz        | 22  | 18 | 4 | 10 | 4  | 15 | 17 | -2  |
| 9ª  | Fernando de la Mora | 19  | 18 | 5 | 4  | 9  | 19 | 28 | -9  |
| 10ª | Presidente Hayes    | 12  | 18 | 2 | 6  | 10 | 11 | 25 | -14 |

 Pos=Posición; Pts=Puntos; PJ=Partidos jugados; G=Partidos ganados; E=Partidos empatados; P=Partidos perdidos; GF=Goles a favor; GC=Goles en contra; DIF=Diferencia de gol
|  | Ascendió a Primera División                      |
|  | Jugó promoción por el ascenso a Primera División |
|  | Jugó promoción por la permanencia                |
|  | Descendió a Tercera División                     |

## Promoción

### Promoción por el ascenso
El subcampeón General Caballero ZC tuvo la opción de jugar la promoción por el ascenso contra el penúltimo en la tabla de promedios de la Primera División, en este caso el club 3 de Febrero de Ciudad del Este. La promoción se jugó a partidos de ida y vuelta. Finalmente el club 3 de Febrero mantuvo la categoría por diferencia de goles, ya que cada equipo ganó un partido.
| 10 de diciembre de 2008 | General Caballero ZC | 0:3     | 3 de Febrero CDE                                | Estadio Hugo Bogado Vaceque, Asunción |  |
|                         |                      | Reporte | Julio Martínez 50' · Armando González 69' 90+1' |                                       |  |

| 14 de diciembre de 2008 | 3 de Febrero CDE | 1:2     | General Caballero ZC                   | Estadio Antonio Oddone Sarubbi, Ciudad del Este |  |
|                         | Michel Godoy 55' | Reporte | Víctor Servín 47' · Evert Martínez 68' |                                                 |  |

### Promoción por la permanencia
Fernando de la Mora al terminar en el penúltimo lugar del campeonato debió jugar partidos de ida y vuelta por la permanencia en la categoría contra el perdedor de la promoción entre subcampeones de la Tercera División, en este caso el Deportivo Capiatá. Inicialmente el Deportivo Capiatá logró el ascenso por medio del gol de visitante tras el global de 2 a 2. Pero días después Fernando de la Mora presentó protesta por la inclusión antirreglamentaria de dos jugadores del Deportivo Capiatá en el partido de vuelta y solicitó la anulación del partido y que se repita el encuentro, además la Asociación Paraguaya de Fútbol informó que un jugador del Deportivo Capiatá dio positivo al control antidopaje del partido de ida, pero esto implicaba sanciones para el jugador y no afectaba al resultado del partido. Tras dar la razón al club Fernando de la Mora la A.P.F. anuló el partido de vuelta y determinó que se repitiera el encuentro. El nuevo problema que surgió fue que el Deportivo Capiatá a esas alturas ya no contaba con jugadores, ya que la habilitación del plantel había fenecido, ante esta situación el club apeló la resolución del Tribunal de la A.P.F. pero esta fue rechazada. Al final la solución salomónica de la A.P.F. ante la imposibilidad de repetir el partido de vuelta de la promoción fue que el club Fernando de la Mora mantenga la categoría en la Segunda División y que el Deportivo Capiatá ascendería recién a la Segunda División para la temporada 2010.
| 9 de noviembre de 2008 | Deportivo Capiatá   | 1:0     | Fernando de la Mora | Estadio Enrique Soler, Capiatá                   |                                                  |
|                        | Milciades Silva 66' | Reporte |                     | Entradas vendidas: 539 Árbitro(s): Antonio Arias | Entradas vendidas: 539 Árbitro(s): Antonio Arias |

| 16 de noviembre de 2008 | Fernando de la Mora                  | 2:1     | Deportivo Capiatá | Estadio Emiliano Ghezzi, Asunción                  |                                                    |
| | Fernando López 53' · José Flecha 57' | Reporte | Jorge López 7'    | Entradas vendidas: 944 Árbitro(s): Carlos Amarilla | Entradas vendidas: 944 Árbitro(s): Carlos Amarilla |
| Este partido posteriormente fue anulado y se determinó que se debería repetir el encuentro, cosa que al final nunca sucedió. |                                      |         |                   |                                                    |                                                    |

## Campeón
|                    |
| Rubio Ñu 7º título |